# Chula Prieto
María del Carmen Prieto Salido (Ciudad de México, 29 de enero de 1929-Ciudad de México, 1 de octubre de 1960), conocida como Chula Prieto, fue una actriz mexicana.

## Biografía y carrera
María del Carmen Prieto nació el 29 de enero de 1929 en Ciudad de México. Algunos de sus trabajos destacados incluyen las películas Las mujeres de mi general (1951), Yo fui novio de Rosita Alvírez (1955), y Esposas infieles (1956). En teatro realizó la obra Despedida de soltera. Su última trabajo cinematográfico lo realizó en 1958 en la cinta La rebelión de la sierra.

### Vida personal y muerte
El 1 de octubre de 1960, Prieto falleció Ciudad de México a los 31 años de edad víctima de una hemorragia duodenal. Su cuerpo fue sepultado en el Panteón Jardín.

## Filmografía
- Quinto patio (1950)
- Las mujeres de mi general (1951)
- Retorno al quinto patio (1951)
- Gitana tenías que ser (1953)
- Se solicitan modelos (1954)
- Caín y Abel (1954)
- Yo fui novio de Rosita Alvírez (1955)
- Las viudas del cha cha cha (1955)
- Esposas infieles (1956)
- La rebelión de la sierra (1958)